# Осман, Амину
Амину Осман (англ. Aminou Osouma; род. 28 октября 1973) — ганский шоссейный велогонщик.

## Карьера
В 2007 году стал третьим на Туре Того. В 2008 году занял третье место в групповой гонке на чемпионате Ганы.
В 2010 году выступил на первом для Ганы чемпионате Африки.
В 2011 стартовал на Тур дю Фасо в рамках Африканского тура UCI. В 2012 году снова выступал на чемпионате Африки.
В 2014 году принял участие в Играх Содружества, где выступил в групповой гонке.

## Достижения
2007
3-й на Тур Того
2008
3-й на Чемпионат Ганы — групповая гонка